# 126P/IRAS
La cometa IRAS, formalmente 126P/IRAS, è una cometa periodica scoperta dal satellite IRAS, è una delle prime comete scoperte da un satellite. La cometa fa parte della famiglia delle comete gioviane.